# Músculo estilogloso
El estilogloso (Styloglossus) es un músculo de la lengua—un músculo extendiéndose a cada lado de ella—delgado y par, que ensancha la lengua y la lleva hacia arriba y hacia atrás. Es el músculo más corto de los tres músculos estiloideos o Ramillete de Riolano (estilohioideo, estilofaríngeo, estilogloso), y se extiende desde la apófisis estiloides hasta las partes laterales de la lengua.

## Origen
El músculo Styloglossus nace en los lados anterior y externo de la apófisis estiloides del hueso temporal, cerca de su punta; en la parte más alta de la inserción del ligamento estilomaxilar. Desde su origen, el músculo se dirige oblicuamente hacia abajo y adelante, ensanchándose en su trayecto y doblándose ligeramente sobre sí mismo de manera tal que su cara anterior tiende a hacerse externa. En esa dirección pasa en medio de las arterias carótida interna y externa. 

## Inserciones
Llegado cada músculo a su respectivo lado de la lengua, inmediatamente por detrás del pilar anterior del velo del paladar, se dividen en tres fascículos, que se distinguen por su situación, en inferiores, medios y superiores. Los fascículos inferiores, oblicuos hacia abajo y adelante, se introducen entre las dos porciones del músculo hiogloso y se continúan, por debajo de este músculo en parte con haces del músculo lingual inferior y en parte con los del geniogloso. Los fascículos medios siguen el borde correspondiente de la lengua y describen una ligera curva de concavidad interna. Finalmente los fascículos superiores o internos se inclinan hacia dentro y se dirigen horizontalmente al septum medio de la lengua, en el que terminan por fuera de los músculos intrínsecos (músculos lingual superior, lingual inferior, vertical, y transverso de la lengua).

## Relaciones

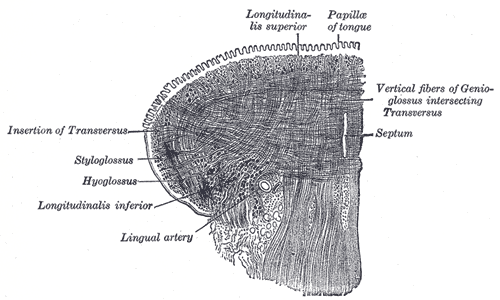
Sección media, vista anterior de la mitad izquierda de la lengua, mostrando los músculos intrínsecos y extrínsecos.

El estilogloso corre por dentro de la glándula parótida, el músculo pterigoideo interno, la mucosa lingual —que lo recubre— y el nervio lingual. En su trayecto por el espacio submandibular, se ubica por fuera del ligamento estilohioideo, el constrictor superior de la faringe y el músculo hiogloso.
Anatómicamente, existe una región en el cuello llamado espacio parafaríngeo, descrito con la forma de una pirámide, con la base hacia el cráneo y el vértice haciendo contacto con el cuerno mayor del hueso hioides. Se separa de la columna cervical hacia atrás por los músculos paravertebrales, limita hacia adelante con hazas del músculo pterigoideo, medialmente —hacia la línea media— limita con la nasofarínge por medio del músculo tensor del velo del paladar. Es en este espacio parafaríngeo donde se sitúan los músculos estiloideos —junto con el músculo digástrico son también llamados diafragma estíleo— incluyendo el estilogloso.

## Acción
Dirige la lengua hacia arriba y atrás asistiendo al movimiento de la deglución. En conjunto con la acción del músculo homólogo del lado opuesto, tiende a apilicar la lengua fuertemente contra el velo del paladar.

## Irrigación e inervación
El músculo estilogloso posee la inervación motora lingual dada por el XII par (hipogloso), además de recibir fibras del IX par (glosofaríngeo). La irrigación sanguínea proviene de la arteria lingual —rama de la arteria carótida externa— y de la vena lingual, que drena en la vena yugular interna por medio de la vena tirolinguofaringofacial.

## Patologías
La celulitis y otras infecciones de los premolares inferiores pueden penetrar el espacio sublingual, comprometiendo al estilogloso y otros músculos de la lengua. Un absceso en el espacio retrofaríngeo —en la parte posterior y lateral de la faringe— puede resultar en relación con la mucosa y músculos de la lengua.
En las patologías de la masticación, causadas por síndromes o trastornos como el síndrome de Hutchinson, la estimulación eléctrica del músculo estilogloso resulta parte del tratamiento para mejorar la calidad de la masticación, usualmente precedido por reconstrucciones mandibulofaciales. Rehabilitación Neuro-Oclusal.
Por la cercanía al nervio trigémino, el espacio parafaríngeo, que contiene al músculo estilogloso puede verse afectado en casos de schwannomas del trigémino. Los schwannomas son un tipo de tumor cerebral que representan entre un 8-10% de los tumores intracraneales. Ocasionalmente, pueden penetrar hacia los nervios trigéminos, en cuyo caso, resultan en masas que ocupan espacio por delante del hueso temporal, extendiéndose por las vainas que recubren los nervios en cuestión y ocupando regiones circunvecinas.

## Imágenes adicionales

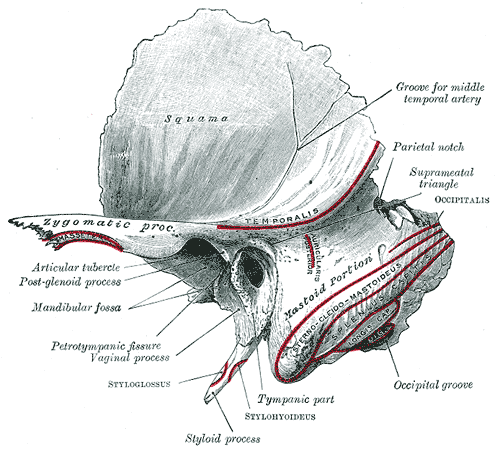
Hueso temporal izquierdo, superficie externa.
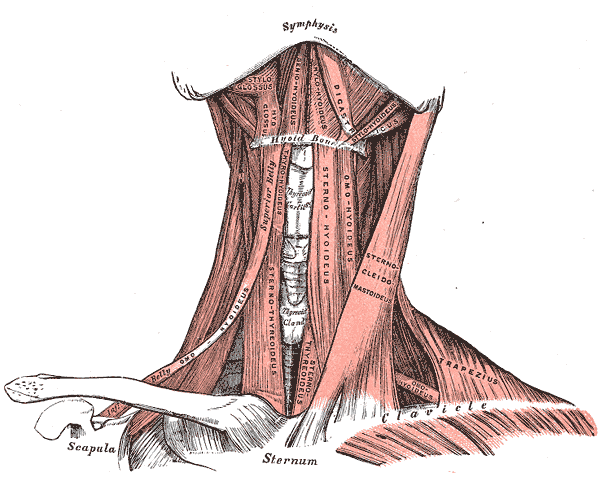
Músculos del cuello, vista anterior.
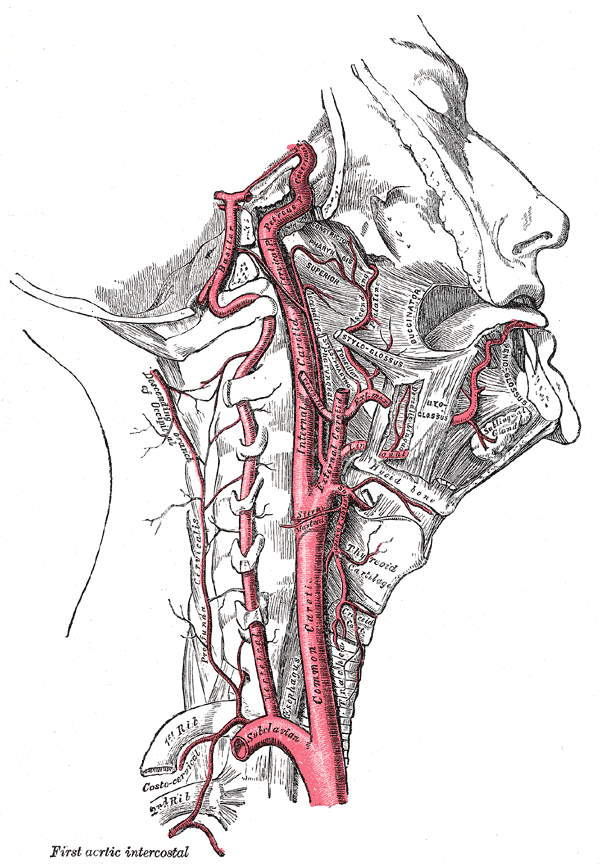
La carótida interna y las arterias vertebrales, lado derecho.
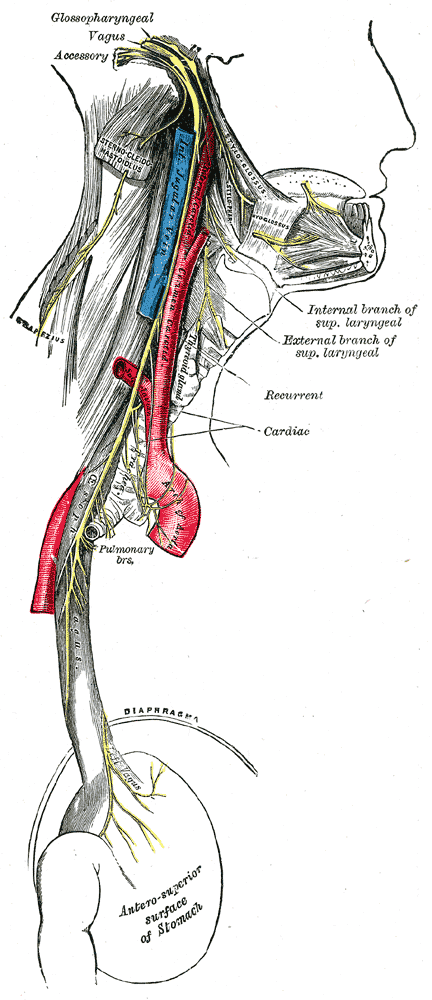
Curso y distribución de los nervios glosofaríngeo, vago y accesorio.